# Pericallia whiteheadi
Pericallia whiteheadi är en fjärilsart som beskrevs av Rothschild 1910. Pericallia whiteheadi ingår i släktet Pericallia och familjen björnspinnare. Inga underarter finns listade i Catalogue of Life.